# Miocard
Miocardul (din greacă μυέω, „a închide” + καρδία, „inima”) este peretele muscular al inimii, fiind partea cea mai groasă a peretelui cardic, format din țesut muscular. În structura miocardului se disting două varietăți de țesut muscular: țesutul cardiac și țesutul nodal. 

## Țesutul cardiac
Țesutul cardiac formează cea mai mare parte a miocardului. Este format din fibre striate cardiace, alcătuind așa-zisul miocard adult. În atrii fibrele sunt dispuse circular iar în ventricule sunt dispuse oblic-spiralat, spre vârful inimii, formând vârtejul inimii. Nu există continuitate între miocardul atriilor și cel al ventriculelor, separatia fiind făcută printr-o pătură conjunctivo–fibroasă, legătura anatomică și funcțională fiind realizată de țesutul nodal, alcătuit dintr-o musculatură specifică, ce păstrează caracterele embrionare. 

## Țesutul nodal
Țesutul nodal este denumit și miocardul embrionar sau aparatul de conducere al inimii. Este format din fibre musculare cu multă sarcoplasmă, în care se acumuleaza glicogen, dar cu puține miofibrile, care sunt dispuse în toate sensurile. Acest țesut formează aglomerări de fibre numite noduli. În inima adultă exista doi noduli: nodulul sinoatrial, în atriul drept, în vecinătatea vărsării venei cave superioare și nodulul atrioventricular, care pleacă din nodulul atrioventricular și se împarte în două ramuri, una stângă și alta dreaptă, care coboară în ventricule. Cele două ramuri se divid, formând în pereții ventriculari rețeaua subendocardiacă (rețeaua Purkinje).
Morfologic, țesutul nodal se deosebește de cel de execuție prin aranjamentul neregulat al miofibrilelor care trec de la o celulă la alta, formând rețele, și prin abundența sarcoplasmei, bogată în glicogen.

## Proprietățile miocardului
Proprietățile miocardului sunt comune cu ale mușchilor striați scheletici (excitabilitatea, conductibilitatea, contractibilitatea, elasticitatea) și proprii (automatismul).
- Excitabilitatea este proprietatea miocardului de a răspunde maximal la stimuli care egalează sau depășesc valoarea prag. Aceasta reprezintă legea „totul sau nimic”. Inima este excitabilă numai in faza de relaxare (diastolă), iar in sistolă se află în stare refractare absolută și nu raspunde la stimuli. Aceasta reprezinta „legea neexcitabilității periodice a inimii”.
- Automatismul reprezintă proprietatea țesutului nodal de a se autoexcita ritmic. Mecanismul se bazează pe modificări ciclice de depolarizare și repolarizare ale membranelor celulelor acestuia.
- Conductibilitatea este proprietatea miocardului de a propaga excitația în toate fibrele sale. Impulsurile generate automat și ritmic de nodulul sinoatrial se propagă în pereții atriilor, ajung în nodulul atrioventricular și, prin fasciculul Hiss și rețeaua Purkinje, la țesutul miocardic ventricular. Țesutul nodal generează și conduce impulsurile, iar țesutul miocardic adult răspunde prin contracții.
- Contractibilitatea este proprietatea miocardului de a răspunde la acțiunea unui stimul prin modificări ale dimensiunilor și tensiunii. Astfel, în camerele inimii se produce o presiune asupra conținutului sanguin și are loc expulzarea acestuia. Forța de contracție este mai mare în ventricule decât în atrii, iar ce mai mare este în ventriculul stâng. Contracțiile miocardului se numesc sistole, iar relaxările, diastole.